# Adriana Adamek

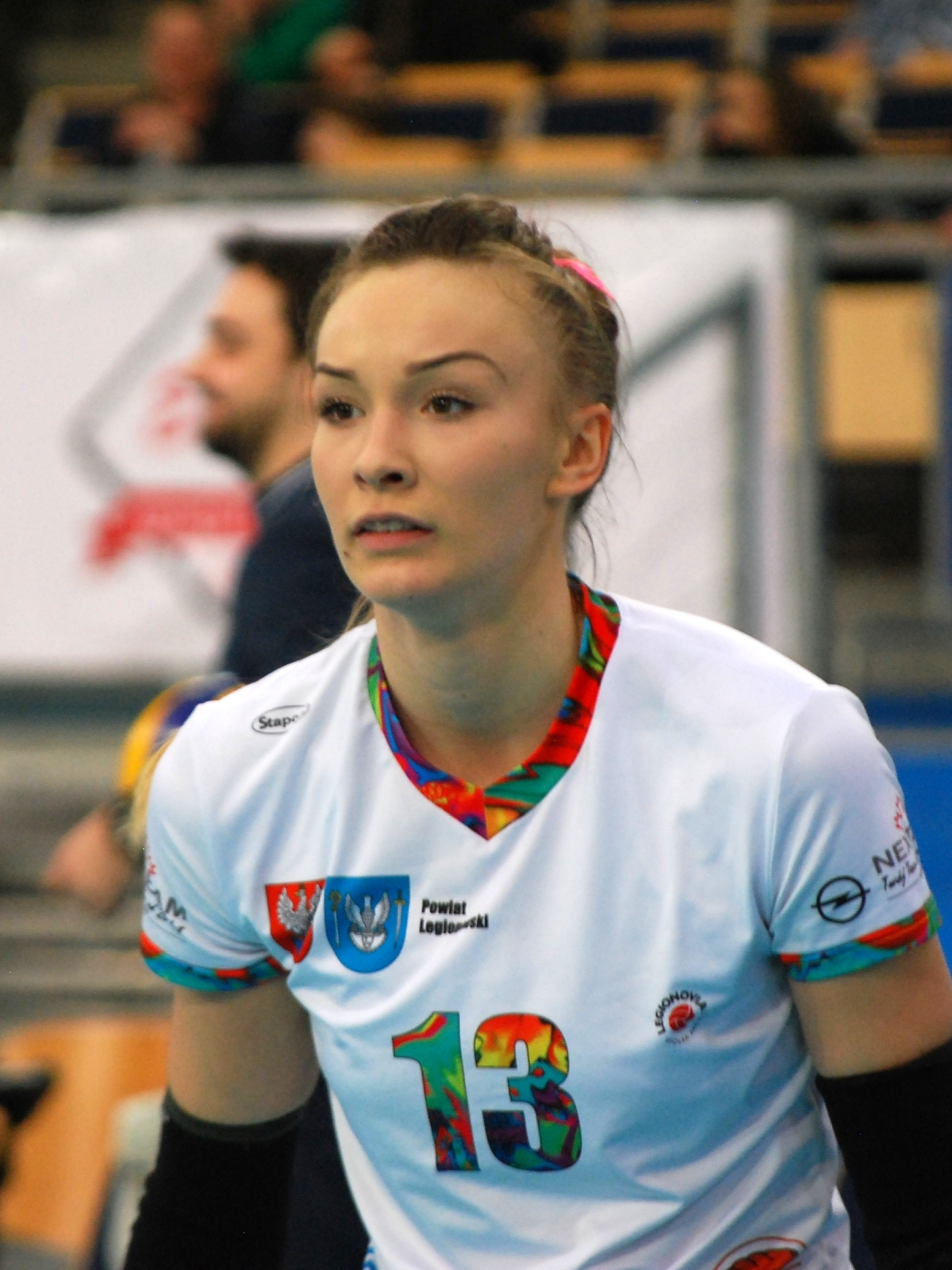
Adriana Adamek zawodniczką LTS Legionovii Legionowo w sezonie 2017/2018

Adriana Adamek (ur. 23 września 1998) – polska siatkarka, grająca na pozycji libero.
W 2016 roku zadebiutowała w seniorskiej reprezentacji Polski, podczas spotkania z Albanią w ramach Ligi Europejskiej.

## Sukcesy klubowe

### młodzieżowe
Mistrzostwa Polski juniorek:
- 2016[3], 2017[4]
- 2014, 2015

Mistrzostwa Polski kadetek:
- 2015[5]

Młoda Liga Kobiet:
- 2017[6]
- 2016

### seniorskie
Mistrzostwo I ligi:
- 2021

## Nagrody indywidualne
- 2015: Najlepsza przyjmująca turnieju finałowego Mistrzostw Polski kadetek
- 2021: Najlepsza libero I Ligi Kobiet w sezonie 2020/2021